# Schunk Group
Pour les articles homonymes, voir Schunk.

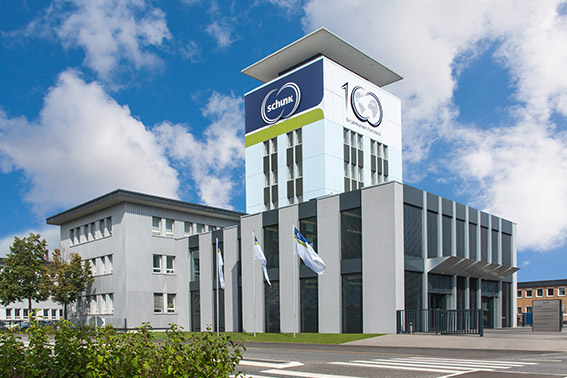
Schunk Group, Gießen, Allemagne

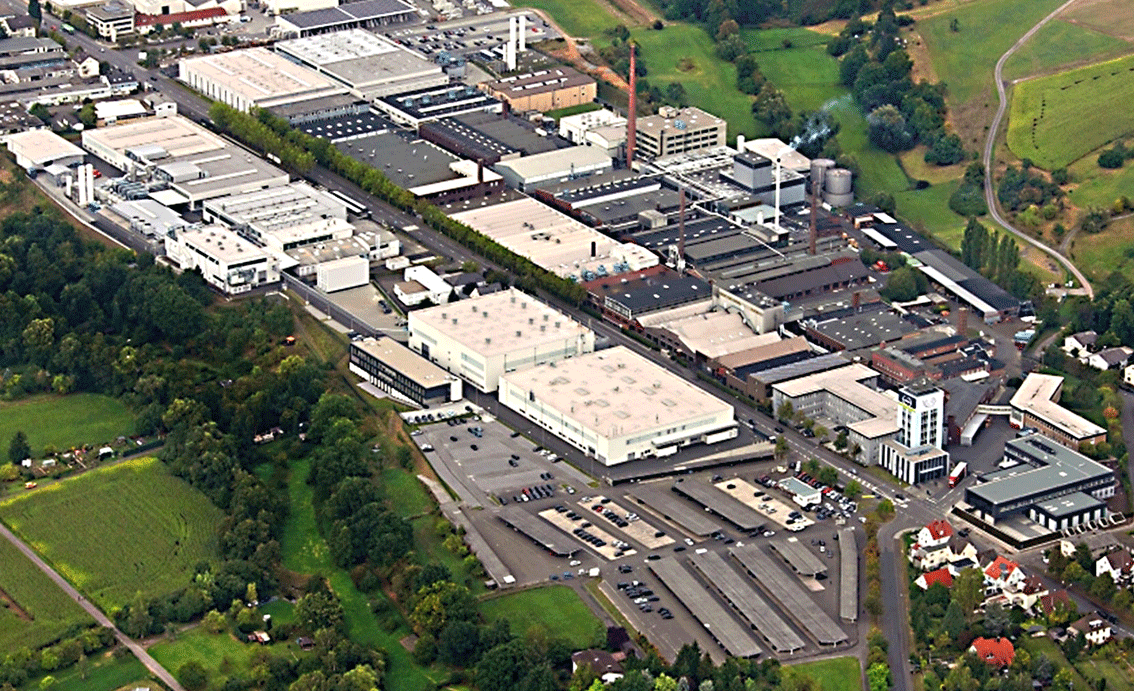
Schunk Group, Gießen, Allemagne

Le Schunk Group est une entreprise allemande. Les principaux secteurs d’activités sont les techniques du carbone et les céramiques, les techniques de simulation de l’environnement et du climat, métal fritté et les techniques du soudage par ultrasons.
Le Schunk Group est représenté dans 29 pays avec plus de 60 sociétés opérationnelles. En 2020, le chiffre d’affaires du groupe s’éleva à environ 
1 200 millions €, le nombre de collaborateurs est de 9000. Le Schunk Group est composé de quatre divisions et un total de 11 unités opérationnelles.

## Données historiques
La société fut fondée en 1913 à Fulda par Ludwig Schunk et Karl Ebe ; elle était destinée à la production de balais. En 1918, l’entreprise déménagea à Heuchelheim près de Gießen. Le fondateur de l’entreprise Ludwig Schunk (1884 – 1947), resté sans enfant, légua tout le capital de l’entreprise à l’Institution d’entraide pour personnel de l’entreprise. Cette institution avait pour objectif d’accorder une aide financière aux collaborateurs et aux anciens collaborateurs resp. à leur famille en cas de nécessité, d’invalidité ou bien à l’âge de la retraite. Aujourd’hui la fondation Ludwig-Schunk-Stiftung (Ludwig-Schunk-Stiftung) remplit judiciairement les tâches déterminées dans le testament du fondateur de l’entreprise.

## Structure de l’entreprise
Le Schunk Group est composé de quatre divisions:

### Division Schunk Carbon Technology
La division Schunk Carbon Technology fabrique des composants, entre autres en carbone/graphite, matériaux composites de carbone, carbure de silicium et quartz. Elle est répartie dans les services suivants:
- Tribology: coussinets et bagues d’étanchéité, ainsi que coulisseaux en carbone et carbure de silicium.
- High Temperature Applications: composants en graphite pour fours industriels, creusets pour la production de silicium, cuvettes pour spectrométrie d’absorption atomique (AAS), composants en carbone renforcés fibres de carbone (CFC), etc.
- Small Motor Technology: balais et guides porte-balais pour moteurs électriques dans les appareils électroménagers et électroportatifs.
- Current Transmission: balais et guides porte-balais pour grands moteurs électriques, pantographes et contacts de mise à la terre pour l’industrie ferroviaire.
- Automotive: balais, plaques porte-balais pour démarreurs, plaques porte-balais pour pompes à essence.
- Technical Ceramics: brûleurs et lances de brûleurs pour un chauffage direct et indirect, matériel d’enfournement, céramique oxyde, bagues coulissantes et paliers pour joints d’arbre resp. pour pièces de pompe extrêmement soumises à l’abrasion et à la corrosion, inserts céramiques pour vestes pare-balles.
- Semiconductor: Composants pour la production de disques tels que suscepteurs, levitors, chambres à quartz etc.

### Division Weiss Technik
Les entreprises Weiss Umwelttechnik GmbH et Weiss Klimatechnik GmbH sont actives sous la marque Weiss Technik. La société Karl Weiss GmbH fut fondée en 1956 à titre de fabricant pour appareils électro-physiques. En 1978, elle fut reprise par le Schunk Group. Le Weiss Technik comprend les deux services Environmental Simulation et Air Solutions. Au cours des décennies, la jointure d’entreprise grandit aussi bien au niveau national qu’au niveau international. Le Weiss Technik dispose en tout de 22 sociétés dans 14 pays dans le monde entier et il occupe environ 2.000 collaborateurs (850 dans l’usine mère à Reiskirchen-Lindenstruth dans land de Hesse).
Weiss Environmental Simulation fabrique des dispositifs de contrôle et des installations pour la simulation de l’environnement. La gamme de livraison comprend des systèmes pour le contrôle de la température et du climat, des contrôles d’intempérie, de choc thermique, de corrosion et de contrôles à long terme dans toutes les tailles de chambres d’essai ainsi que des systèmes grand espace et des installations intégrées au process pour la simulation de l’environnement et la biologie.
Le développement et la fabrication de systèmes de plafond pour salles d’opération, les techniques industrielles de salles blanches et la climatisation de salles informatiques font partie de l’activité de base du service Air Solutions.

### Division Schunk Sinter Metals
La division Schunk Sinter Metals du Schunk Group est composée des entreprises Schunk Sintermetalltechnik GmbH Gießen, Schunk Sintermetalltechnik GmbH Thale ainsi que Sintermetall S.A. de C.V. Mexique. Schunk Sinter Metals fabrique principalement des pièces moulées en métal fritté telles que des roues dentées, dispositifs de réglage d’un arbre à cames, ergots d’encliquetage, pièces métalliques moulées par injection (MIM) ainsi que paliers de précision. Les principaux clients sont l’industrie automobile et électrique, les fabricants d’appareils électroménagers et électroportatifs ainsi que la technique médicale.

### Division Schunk Sonosystems
La division Schunk Sonosystems GmbH est née de la fusion des sociétés Schunk Ultraschalltechnik GmbH et STAPLA Ultraschalltechnik GmbH. Les produits de cette division recouvrent le spectre complet des applications pouvant être soudées par ultrasons. Ceci comprend également le mélange de métaux non ferreux et de matières thermoplastiques artificielles. À la fin des années 1970, Schunk développa le soudage métallique par ultrasons pour en faire un procédé industriel. Aujourd’hui ce procédé est surtout utilisé pour le soudage de faisceaux de câbles dans l’industrie automobile.

## Histoire
En 1913,  Ludwig Schunk et Karl Ebe fondèrent l’usine de balais Schunk+Ebe oHG à Fulda. En 1918, l’entreprise déménagea à Heuchelheim.
En 1923, la gamme de produits fabriqués fut complétée par les porte-balais. À partir de 1924 suivit la fabrication d’électrographites et à partir de 1928 la fabrication de contacts métalliques. La  production de métal fritté avec des paliers en métal fritté commença en 1932.
Après la mort de Ludwig Schunk en 1947, l’héritage du fondateur de l’entreprise resté sans descendant fut délégué à “l’association d’entraide” de la société Schunk+Ebe oHG. En 1948 et 1949, un programme de construction fut établi pour augmenter les effectifs de l’entreprise de 500 à 1200 employés. En 1955 suivit la première compagnie étrangère avec la fondation de la société Schunk & Ebe S.A. à Bruxelles. De nos jours, Schunk est représentée en Europe par 46 sociétés. En 1957 fut fondée la première société sur le continent américain – la société Schunk Electro Carbón S.A. de C.V. au Mexique. En 1969 suivit la fondation de la société brésilienne, Schunk do Brasil Ltda. à São Paulo.
En 1978 eut lieu la reprise de l’ancienne société Karl Weiss GmbH, et la même année eut lieu la fondation de la société Schunk Graphite Technology LLC. au Wisconsin. La présence sur le marché aux États-Unis fut encore renforcée au cours des années 1980 et 1990. Schunk est actuellement représentée par huit sociétés aux États-Unis.
En 1983, la gamme de produits offerts fut complétée par le secteur des techniques de soudage par ultrasons. En 1986, un centre fut construit pour la formation pratique et théorique de la relève d’ouvriers professionnels.
En 1991, l’entreprise dut faire face à une crise en raison de diversifications ayant échoué, surtout dans le secteur des techniques d’automatisation. L’année suivante, en 1992, suivit une restructuration et la vente du secteur des techniques d’automatisation.
En 1997, la société EHW Thale (techniques de métal fritté et techniques d’émail) fut achetée et la société Pichit Industrial Works Co. Ltd. à Pichit, en Thaïlande, fut fondée. Aujourd’hui Schunk est représentée par 15 sociétés en Asie. En 1999, la société Schunk (Aust) Pty. Ltd. fut fondée à Rowville, Australie.
En 2004, le président fédéral rendit visite à l’entreprise, dans le cadre de son voyage de prise de fonction à travers les Länder. En 2005, l’entreprise fut distinguée comme “Hessen-Champion” (champion du land de Hesse) par le Premier Ministre du land de Hesse, Roland Koch. En 2006, le Schunk Group adhéra à l’initiative “Sachen Machen ” (“Faire Des Choses ”) de l'association des ingénieurs allemands (de) (VDI). En 2007, le portail www.ingenieurparadies.com (paradis pour ingénieurs) créé par Schunk dans le cadre de cette initiative prit ses activités.
En 2007, la société EHW Thale Email GmbH (de) fut vendue à un groupe de trois investisseurs privés. En 2008, le VDI remit à Schunk la distinction “Best Practice Award 2008” dans la catégorie Innovationen fördern (favoriser les innovations) pour le portail Engineers Paradise (paradis pour ingénieurs).
En 2009, le Ministère de l’Environnement du Bade-Wurtemberg distingua une fois de plus Schunk 2009 pour le concept innovateur de fabrication de piles à combustibles-Stacks.
En 2010, Schunk réalisa le plus grand agrandissement depuis son histoire de presque cent ans. Des investissements furent réalisés de manière durable sur une durée de quatre ans dans le secteur des applications hautes températures. Grâce à cette extension des capacités au site Heuchelheim, Schunk fabrique actuellement les plus grandes plaques en fibres carbone du monde entier pour l’industrie des semiconducteurs et l’industrie solaire.
En 2012, le Land de Hesse a décerné à Schunk le prix de l’innovation et de la croissance « Hessen-Champion 2012 » dans la catégorie « leader du marché mondial » pour ses balais de charbon destinés à l’industrie automobile.
En 2013, le groupe Schunk fête son 100e anniversaire.

## Littérature
Jens Kauer: Die Firma Schunk & Ebe. Geschichte eines mittelhessischen Unternehmens der Elektrotechnik 1913–1947. Gießen 1993
Paul G. Kirsch (Hrsg.): Ein Unternehmen gehört sich selbst. Auf den Spuren der Zeiss’schen Stiftung. Kapitel 25: Schunk & Ebe GmbH. München 1967